# Joan Cusack
Joan Mary Cusack (New York, 11 oktober 1962) is een Amerikaanse actrice en comédienne. Ze werd voor zowel haar rol in Working Girl als die in In & Out genomineerd voor een Academy Award. Meer dan tien andere filmprijzen kreeg ze daadwerkelijk toegekend, waaronder drie American Comedy Awards en een Annie Award.
Cusack maakte in 1985 deel uit van de cast van Saturday Night Live en raakte hierdoor bekend bij het grote publiek. Ze deed geregeld televisiewerk waaronder in haar eigen serie What about Joan (één seizoen, 2001) en It's a Very Merry Muppet Christmas Movie (2002) en in de door Showtime uitgezonden serie Shameless.
Cusack is de oudere zus van acteur John Cusack, met wie ze geregeld samen in een film verschijnt (Class, Sixteen Candles, Grandview, U.S.A., Say Anything..., Grosse Pointe Blank, Cradle Will Rock. High Fidelity, Martian Child en War, Inc.). Ook hun zus Susie Cusack, broer Bill Cusack en vader Dick Cusack speelden in diverse films. Cusack is sinds 1993 getrouwd met advocaat Richard Burke, met wie ze in 1997 zoon Dylan John Burke kreeg en in 2000 zoon Miles Burke.